# Czarniecki pod Płockiem (obraz Juliusza Kossaka)
Czarniecki pod Płockiem – powstały w XIX w. obraz autorstwa polskiego malarza Juliusza Kossaka.
Artysta przedstawił scenę przeprawy wojsk hetmana polnego koronnego Stefana Czarnieckiego przez Wisłę w okolicach Płocka w 1657 w czasie Potopu szwedzkiego. Widok miasta jest jednak wymysłem malarza i nie ma nic wspólnego z prawdą o architekturze miasta w tym okresie. W Muzeum Pomorza Środkowego w Słupsku przechowywana jest akwarela Kossaka z 1875 Czarniecki pod Kołdyngą. To dokładnie ta sama scena, jakby szkic do obrazu Czarniecki pod Płockiem. Nawet miasto w oddali na wzgórzu jest tym samym, które przedstawione zostało na obrazie Czarniecki pod Płockiem.
Akwarela znajduje się w zbiorach Muzeum Narodowego w Warszawie.